# Овчаренко, Виктор Иванович (химик)
Виктор Иванович Овчаренко (11 июля 1952, Верх-Ирмень, Новосибирская область — 1 декабря 2022) — специалист в области дизайна молекулярных магнетиков, химии молекулярных магнетиков, супрамолекулярной химии, педагог, член-корреспондент РАН (2003), академик РАН (2016).

## Биография
Родился 11 июля 1952 года в с. Верх-Ирмень Новосибирской области.
В 1974 году окончил факультет естественных наук Новосибирского государственного университета.
С 1974 по 1992 год работал в Сибирском отделении АН СССР (в дальнейшем — СО РАН), пройдя путь от стажёра-исследователя до старшего научного сотрудника Института неорганической химии СО АН СССР.
С 1992 по 1993 год — ведущий научный сотрудник, заведующий лабораторией Дирекции строительства Международного томографического центра.
С 1993 года — заведующий лабораторией, заместитель директора по научной работе Института «Международный томографический центр» СО РАН.
С 1978 года преподавал в НГУ, профессор кафедры общей химии.
В 2003 году избран членом-корреспондентом РАН.
С 2016 по 2018 год — директор Института «Международный томографический центр» СО РАН.
В 2016 году избран академиком РАН.
Виктор Иванович Овчаренко умер 1 декабря 2022 года.

## Научная деятельность
Основатель одной из современных областей химии — дизайна молекулярных магнетиков.
Обнаружил ряд новых химических реакций и создан принципиально новый класс низкотемпературных молекулярных магнетиков, способных претерпевать магнитный фазовый переход в ферромагнитное состояние.
Разработал эффективный метод получения пространственно затрудненных вицинальных бисгидроксиламинов — ключевых предшественников 2-имидазолиновых нитроксилов. Открыл уникальное явление, получившее название «неклассических спиновых переходов», и создал необычный класс объектов — «дышащие кристаллы».
Совместно с коллегами разработал технологию роста устойчивых в обычных условиях крупных монокристаллов гетероспиновых молекулярных магнетиков. На основе комплексов меди со стабильными нитроксилами впервые в мире получены монокристаллы ферромагнетиков, не содержащие магнитных элементов.

## Основные труды[2]
- Synthetic chemistry of stable nitroxides. CRC Press Inc., Boca Ration, 1994. 221 p. (co-auth.)
- Молекулярные ферромагнетики // Успехи химии. 1999. Т.68. С.381-400 (в соавт.)
- Спиновые переходы в неклассических системах // Известия РАН. 2004. № 11. С.2305-2326 (в соавт.)
- Copper (II) Nitroxide Molecular Spin-Transition Complexes // Magnetism: Molecules to Materials IV / Ch.2. Wiley-VCH Verlag GmbH & Co. KGaA. 2002. P.41-63 (co-auth.)

## Награды
- Государственная премия Российской Федерации в области науки и техники (в составе группы, за 1994 год) — за цикл работ «Нитроксильные радикалы имидазолина»